# Forces armées d'Haïti
Les Forces Armées d'Haïti (connues aussi sous le sigle FAd'H), en créole haïtien : Fòs Ame d'Ayiti constituent la puissance militaire de la République d'Haïti. Elles sont composées de l'Armée Nationale, de la Marine et du Corps d'Aviation Militaire. Elle compte entre 1 000 membres actifs en 2025, la marine étant toujours en phase de planification.
L'Armée haïtienne est née pendant la révolution haïtienne, portant le nom Armée indigène en ce temps, qui s'est battue pour l'indépendance, qui a été officiellement déclarée le 1er janvier 1804. Haïti est devenu un pays militarisé au cours des décennies suivantes pour protéger son indépendance d'un éventuel retour des troupes françaises, et en conséquence l'armée a dominé le gouvernement et les institutions étatiques, avec l'émergence d'une élite militaire qui détenait le pouvoir politique et économique du pays. L'armée fut réorganisée dans les années 1880, divisée entre une petite armée active qui subit la réforme et une armée de réserve beaucoup plus large, composée des anciennes troupes. Il y avait aussi une petite marine. Entre 1804 et 1915, tous les 26 chefs d'État d'Haïti, sauf un, étaient des officiers militaires.
L'Armée Indigène fut dissoute pendant l'occupation d'Haïti par les États-Unis en 1915 et remplacée par la Gendarmerie d'Haïti, formée et dirigée par les Américains. En 1934, elle fut rebaptisée Garde d'Haïti et restituée au commandement haïtien, avant d'être changer encore, cette fois nommé Armée d'Haïti en 1947. Finalement, elle obtiendra le nom, Forces armées d'Haïti en 1958 sous le règne de François Duvalier. Après des années d'ingérence militaire dans la politique, y compris des dizaines de coups d'État militaires et de tentatives de coups d'État, l'armée fut dissoute en 1995, remplacé par La Police Nationale d'Haïti la même année.
Après un long procès, debuté par l'administration de Michel Martelly, les forces armées ont été rétablies le 17 novembre 2017 par le président Jovenel Moïse, en suspendant les décrets exécutifs précédents du président Jean-Bertrand Aristide, qui avait suspendu et dissous les forces armées le 6 décembre 1995.
En 2025, le nombre de membres actifs est estimé entre 1 000 et 1 500.

## Organisation des forces armées
Le Quartier Général des Forces Armées d'Haïti siège sur son site historique sur le Champ de Mars, en face du Palais National.
Le Corps des Ingénieurs (CORGE) est basé sur une installation au Boulevard du Bicentenaire. L'Unité de la Garde Nationale et l'Unité Médicale sont basées dans la Base d'Aviation Militaire à Clercine.
Le Corps d'Aviation des Forces Armées d'Haïti a sa garnison à la Base d'Aviation Militaire, située dans l'ancienne base du bataillon de la Force Aérienne Chilienne de la MINUSTAH (attachée à l'Aéroport International Toussaint Louverture).
Il n’existe actuellement qu’un seul centre de formation, la base d’Anacaona, située sur le site d'une ancienne base du bataillon de l’armée sud-coréenne de la MINUSTAH à Léogâne.
Le 3 octobre 2024, le ministère de la Défense et le Conseil présidentiel de transition ont annoncé leur intention d’installer une base militaire supplémentaire à Tabarre, sur le terrain d’un ancien camp de la MINUSTAH qui abritait le bataillon d’infanterie de l’armée brésilienne, le bataillon du Corps des ingénieurs de l’armée paraguayenne et l’hôpital mobile de campagne de la force aérienne argentine de 2004 à 2017. Le gouvernement envisage également de construire des camps d’entraînement dans le nord et le sud du pays pour remplir rapidement les rangs et atteindre le nombre critique requis pour servir et défendre le pays.

### Haut commandement des forces armées
Selon l'article 143 de la Constitution d'Haïti, le président de la République est le chef nominal des forces armées, mais ne les commande pas en personne. Le titre de commandant en chef est détenu par un officier général qui commande les Forces armées d'Haïti, conformément à l'article 264-2.
- Commandant en chef: Lieutenant-général Derby Guerrier (a.i.)
  - promu de chef d'état-major adjoint (G2/G4)
- Commandant en chef adjoint: Major-général Jonas Jean
  - promu du poste d'inspecteur général
- Inspecteur général: Général de brigade Jean-Robert Gabriel
- Chef d'état-major général: Général de brigade Emmanuel Azémar
- Chef d'état-major adjoint (G1): Colonel Jean Garry Greffin
- Chef d'état-major adjoint (G2): Colonel Edwin Florexil
- Chef d'état-major adjoint (G3): Colonel Néoclès P. Arné
- Chef d'état-major adjoint (G4): Colonel Fontane Beaubien
- Secrétaire d'état-major général: Colonel Jean Jacques Thomas

## Tâches
Conformément à l'article 266 de la Constitution d'Haïti, les Forces Armées d'Haïti ont pour tâche de:
- Défendre le pays en cas de guerre;
- Protéger le Pays contre les menaces venant de l'extérieur;
- Assurer la surveillance des frontières terrestres, maritimes et aériennes;
- Prêter main-forte sur requête motivée de l'Exécutif, à la Police au cas où cette dernière ne peut répondre à sa tâche;
- Aider la nation en cas de désastre naturel;
- Outre les attributions qui lui sont propres, les Forces Armées d'Haïti peuvent être affectées à des tâches de développement

## Culture
La date officielle de l'anniversaire des Forces armées d'Haïti est le 18 Novembre.

## Budget et modernisation

### Budget
Le 2 octobre 2024, le Premier ministre Conille a publié une infographie sur son compte X, démontrant que, dans le budget 2024-25, le budget de la défense augmenterait de 252% et le budget militaire de 463% par rapport à l'année précédente. La Direction Générale du Budget (et le Ministère de l'Économie et des Finances) ont publié le rapport budgétaire dans le journal officiel de la République d'Haïti, Le Moniteur; Le budget total des Forces armées d'Haïti s'élève à 6,976 milliards de Gourdes (52,9 millions de dollars américains), soit une augmentation significative par rapport aux 1,272 milliards de Gourdes (9,6 millions de dollars américains) du budget 2023-2024 : cela placerait les dépenses militaires à 0,2 % du PIB annuel, selon l'estimation du FMI de 26,27 milliards de dollars américains pour Haïti, en octobre 2024. Avec cette augmentation, le CPT et le gouvernement de Garry Conille réaffirment leur soutien à la modernisation des Forces armées d'Haïti, afin qu'elles puissent accroître leurs capacités opérationnelles et prendre la place qui leur revient dans la défense et le service de la nation selon la Constitution. « La sécurité ne peut pas attendre », a déclaré le Premier ministre Garry Conille. L'investissement dans les conditions de travail et de vie dans les installations militaires, ainsi que dans les soins de santé et le logement des troupes et de leurs familles font également partie des promesses faites par le gouvernement.

### Modernisation
Les plans de modernisation des Forces armées d'Haïti comprenaient une transformation en une professionnelle, une force qui soit plus qu'une simple force de combat. En 2015, Haïti achevait l'atelier sur le Livre blanc de la défense et du développement durable en collaboration avec l'Organisation inter-américaine de défense, ce qui en faisait le premier pays des Caraïbes à obtenir ce document, et le 19e de l'hémisphère. Le document vise à renforcer l'État de droit et la stabilisation en modernisant les institutions de l'État. Les premiers élément des forces armées remobilisées serait du Corps des ingénieurs (CORGE), formé en Équateur. Le Mexique formerait la Garde nationale et l'unité des forces spéciales.
Depuis la formation du gouvernement Gary Conille et la nomination de Jean Marc Berthier Antoine au poste de ministre de la Défense en juin 2024, des réunions ont eu lieu avec les ambassadeurs et chargés d'affaires des États-Unis (ainsi qu'avec des représentants du commandement sud des États-Unis),, de Taïwan, de la France, de l'Argentine, du Mexique, et du Canada. Ces réunions ont donné lieu à des discussions sur la coopération en matière de défense, le partenariat en matière de sécurité, la formation et l'entraînement (de base et continue) des cadres des forces armées. Le 28 août 2024, il a été signalé que l'armée haïtienne allait mené une campagne de recrutement qui avait abouti à la sélection de 700 individus, dans le cadre des efforts du Premier ministre d'augmanter les éffectifs, moderniser les forces militaire,.
Le 25 août, l'ambassadeur de France sortant, Fabrice Mauriès, a déclaré que la France a toujours soutenu les forces armées haïtiennes et a confirmé qu'à partir de septembre 2024, des membres des forces armées commenceraient à se rendre en Martinique pour s'entraîner avec les forces françaises aux Antilles. Le 29 août 2024, le Taïwan a fait don de kits de protection individuelle aux FAd'H comprenant des casques balistiques, des lunettes de protection, un gilet/porte-plaque avec pochettes, des gants et des genouillères,.
La protection des droits de l'homme est un élément clé de la modernisation des forces armées ; en août 2024, les militaires ont achevé un cours sur les droits de l'homme, les droits humanitaires internationaux ainsi que l'égalité des sexes. Cette formation a été utilisée pour mettre à jour le manuel de formation de base des futures classes de recrues.
Des négociations sont en cours avec les Émirats arabes unis pour des assistances techniques et formations sur les questions de défense, d'expertise opérationnelle utilisant la technologie militaire et d'autonomie logistique concernant l'entretien des équipements et des véhicules.
Lors de sa visite officielle à Washington, le ministre haïtien de la Défense, Jean Marc Berthier Antoine, a tenu des réunions avec l'Organisation des États américains (OEA), l'Organisation interaméricaine de défense et le Collège interaméricain de défense dans le but de mobiliser le soutien international à Haïti dans la lutte contre l'insécurité, notamment par le biais d'un soutien international aux efforts de modernisation des forces armées. Une commission proposée composée de représentants des ministères de la Défense de la région, de l'OID et du Département de la sécurité hémisphérique de l'OEA, sera chargée de coordonner les efforts internationals pour renforcer les forces armées d'Haïti, en mettant l'accent sur la formation, l'assistance technique et les équipements. Le 22 octobre 2024, un plan quinquennal de recrutement de 20 000 officiers, sous-officiers et soldats (soit 4 000 par an) a été dévoilé,, avec le soutien du secrétaire général de l'Organisation des États américains, Luis Almagro et de 15 États membres (Argentine, Bolivie, Brésil, Chili, Canada, Colombie, Équateur, Salvador, États-Unis, Guatemala, Honduras, Mexique, Paraguay et Pérou), via la coopération technique. Le ministre a souligné la nécessité de former les militaires à la gestion des crises, à la lutte contre le terrorisme, au maintien de l'ordre et à la sécurité dans les zones de conflit; de moderniser les infrastructures des centre de formation, d'équiper les troupes des outils nécessaires comme les véhicules blindés de transport de troupes, les véhicules de combat, les drones ; de numériser les systèmes de gestion, ainsi que d'améliorer les conditions de travail. Le ministre Berthier Antoine a réitéré que les priorités du gouvernement étaient de construire une armée moderne et professionnelle, avec des centaines de métiers, tous essentiels à la sécurité et au développement à long terme.

### Achats
Les achats constituent un défi pour les forces armées depuis leur rétablissement. L'armée est toujours soumise aux restrictions du Département d'État américain, la loi Leahy étant toujours en vigueur. Cela interdit aux États-Unis de vendre ou de donner tout équipement mortel à l'armée haïtienne.
Le plus grand et le seul donateur aux forces armées d'Haïti est le Taïwan. Depuis 2017, ils ont donné des fusils et des équipements de défense personnelle tels que des casques balistiques, des gilets et des genouillères.
Depuis 2024, le gouvernement haïtien achète du matériel militaire, comme des fusils d'assaut comme le Taurus T4, au Brésil. Les forces armées haïtiennes ont reçu leur dernier lot du gouvernement le 4 septembre 2024, qui est arrivé avec la ministre haïtien des Affaires étrangères Dominique Dupuy après une visite officielle au Brésil. Afin d'acheter des armes plus grosses et des véhicules de combat, des discussions ont eu lieu pour "faire bouger les lignes", a déclaré une source officielle.
Le gouvernement haïtien prévoit d'acquérir des navires de Miami, dont trois navires classe Island de 110 pieds, pour renforcer ses capacités maritimes dans la défense de la baie et du port de Port-au-Prince, et lutter contre les activités de piraterie le long du littoral métropolitain. Aucune mention n'a cependant été faite de la réintégration de la marine haïtienne.
Le Premier ministre Garry Conille s'est rendu aux Émirats arabes unis avec une délégation comprenant le général de brigade Azémar, à l'invitation de son homologue émirien, pour négocier l'achat de véhicules blindés de transport de troupes, de drones, d'armes et d'autres technologies militaires des Émirats arabes unis, ainsi qu'une assistance technique. L'objectif de ces discussions était d'établir un flux continu d'approvisionnement pour l'armée, afin d'augmenter ses capacités opérationnelles et logistiques.

## Personnel

### Grades

#### Armée
| Désignation                        | Insignes |
| ---------------------------------- | -------- |
| Lieutenant général Lyetnan jeneral |          |
| Major général Majò jeneral         |          |
| Général de brigade Jeneral brigad  |          |

| Désignation                        | Insignes |
| ---------------------------------- | -------- |
| Colonel Kolonèl                    |          |
| Lieutenant-colonel Lyetnan-kolonèl |          |
| Major Majò                         |          |

| Désignation                   | Insignes |
| ----------------------------- | -------- |
| Capitaine Kapitèn             |          |
| Lieutenant Lyetnan            |          |
| Sous-lieutenant Sous-Lyetnant |          |
| Adjudant Adjitan              |          |

| Désignation                   | Insignes |
| ----------------------------- | -------- |
| Sergent-major Sèjan-majò      |          |
| Premier sergent Premye sèjan  |          |
| Sergent fourrier Sèjan fourye |          |
| Sergent Sèjan                 |          |

| Désignation                                 | Insignes |
| ------------------------------------------- | -------- |
| Caporal Kaporal                             |          |
| Soldat de première classe Sòlda premye klas |          |
| Soldat Sòlda                                |          |

#### Corps d'Aviation
| Désignation      | Insignes      |
| ---------------- | ------------- |
| Pas d'équivalent | Pas d'insigne |
| Pas d'équivalent | Pas d'insigne |
| Pas d'équivalent | Pas d'insigne |

| Désignation                        | Insignes |
| ---------------------------------- | -------- |
| Colonel Kolonèl                    |          |
| Lieutenant-colonel Lyetnan-kolonèl |          |
| Major Majò                         |          |

| Désignation                   | Insignes |
| ----------------------------- | -------- |
| Capitaine Kapitèn             |          |
| Lieutenant Lyetnan            |          |
| Sous-lieutenant Sous-Lyetnant |          |

| Désignation | Insignes |
| ----------- | -------- |
|             |          |
|             |          |
|             |          |

| Désignation | Insignes |
| ----------- | -------- |
|             |          |
|             |          |
|             |          |

#### Marine Haïtienne
| Désignation | Insignes |
| ----------- | -------- |
|             |          |
|             |          |
|             |          |

| Désignation | Insignes |
| ----------- | -------- |
|             |          |
|             |          |
|             |          |

| Désignation | Insignes |
| ----------- | -------- |
|             |          |
|             |          |
|             |          |

| Désignation | Insignes |
| ----------- | -------- |
|             |          |
|             |          |
|             |          |

| Désignation | Insignes |
| ----------- | -------- |
|             |          |
|             |          |
|             |          |

## Déploiements opérationnels

### Guerre des gangs en Haïti (2024-présent)
En mars 2023, le Premier ministre haïtien de l'époque, Ariel Henry, a signalé qu'il souhaitait mobiliser l'armée haïtienne pour faire face à la montée de la violence liée aux gangs qui a balayé une grande partie du pays à la suite de la crise. Après les attaques terroristes contre plusieurs prisons, dont le pénitencier de Port-au-Prince, et plusieurs commissariats de police le week-end du 2 mars 2024, l'armée haïtienne avait été déployée à l'aéroport international Toussaint Louverture pour repousser les assauts des gangs du 4 mars 2024, défendre et sécuriser l'aéroport. Elles avaient également pour mission de protéger la Banque de la République d'Haïti et le port de Port-au-Prince. Le 27 août 2024, le Premier ministre Conille a confirmé que les Forces armées opéraient aux côtés de la Police nationale d'Haïti et du contingent kenyan de la Mission multinationale d'appui à la sécurité en Haïti (MMAS), dans les quartiers de Bel-Air et de Solino.
Le gouvernement a l'intention de déployer des éléments dans la baie de Port-au-Prince pour contrer les attaques des gangs sur les installations portuaires et défendre les eaux contre la piraterie. Le 4 octobre, il a été confirmé que des troupes s'étaient déployées dans le département de l'Artibonite, en réponse au massacre de Pont-Sondé commis par le gang « Gran Grif » qui a fait plus de 70 morts.

## Équipements
Le Taïwan a été jusqu’à présent le plus grand donateur international aux FAd’H. 100 ensembles d’équipements de protection et 100 fusils T-91 ont été donnés lors de la visite de l’ancienne présidente taïwanaise Tsai Ing-wen à Port-au-Prince en 2019. En août 2024, une partie des 400 kits de protection individuelle au total a été donnée aux FAd’H via l’ambassade de Taïwan. L’ambassadeur sortant Wen-Jiann Ku a réaffirmé que le Taïwan soutenait les Forces armées haïtiennes depuis leur remobilisation. « …Taïwan a été le premier et le seul fournisseur de l’armée », a-t-il déclaré dans une interview au Nouvelliste le 2 septembre 2024. Ku a également montré sa satisfaction envers d’autres partenaires internationaux montrant la volonté de soutenir, d’approvisionner et de travailler avec les Forces armées. « ...Après des discussions avec les autorités, Taiwan fournira d'autres équipements à l'armée et ils sont déjà en route pour être livrés à Haïti », a-t-il déclaré, confirmant que des équipements militaires supplémentaires sont déjà en route.
Les équipements du Centre national d'équipement (CNE) ont été transférés au Corps des ingénieurs, dans le but de renforcer les capacités de l'armée. Le 4 septembre 2024, le Premier ministre Conille a supervisé la livraison du matériel acheté par le gouvernement, notamment des armes, aux forces armées. Les détails et ce que comprenait l'achat ne sont pas encore connus. Le lot faisait partie de l'engagement du gouvernement de transition à accroître les capacités opérationnelles de l'armée pour soutenir la Police nationale haïtienne dans les opérations et mieux répondre à d'autres crises nationales, telles que la sécurisation des frontières et les catastrophes naturelles.

### Armes

#### Armes légères
- Fusil d'assaut T91[57],[58]
- Taurus T4[59]*
- Smith & Wesson M&P15[60] *
- Fusil Daniel Defense DDM4*[61]
- Juggernaut Tactical M14 Rogue*
- Taurus PT809*
- Taurus TH9*
- Taurus TS9*
- Glock 19*
- Saiga-12*
- SAKO Tikka T3x TACT A1[62]
- Fusil PTR*
- M1 Garand (pour les défilés et les cérémonies)[63],[64]*

*Les registres des acquisitions d'armes légères ne sont pas publics. La liste est une compilation d'armes photographiées portées par des soldats en service.

### Véhicules

#### Véhicules blindés de transport et de transport de troupes
- Tygor-E2
- Toyota Land Cruiser 79 blindé avec trappe de tourelle.
- Toyota Land Cruiser
- Toyota Land Cruiser Prado
- Toyota Hilux
- Chevrolet Colorado[65]
- Nissan Frontier
- Chery T60 4x4
- Toyota Coaster Bus

## Partenariats et coopération

### Équateur
Les premières troupes ont été formées en Équateur entre 2012 et 2017, sous l'administration de Michel Martelly, dans le cadre d'un accord de coopération entre les deux pays remontant à 2010 et révisé en 2015. Les soldats du Corps du Génie (CORGE), furent formés à l'Escuela Superior Militar Eloy Alfaro de Quito, comprenant 4 officiers. De plus, en 2015, 40 officiers ont été formés à la « Escuela de Formación de Soldados Vencedores del Cenepa » à Ambato et 27 enrôlés obtiendraient une formation de 8 mois à la « Escuela de Formación Militar de Santo Domingo de Los Colorados » à Saint-Domingue, Équateur.

### Taïwan
Taïwan a été jusqu'à présent le plus grand donateur international aux FAd'H. 100 ensembles d'équipements de protection et 100 fusils T-91 ont été donnés lors de la présidence de l'ancien président taïwanais Visite de Tsai Ing-wen à Port-au-Prince en 2019.
En août 2024, 100 des 400 kits de protection individuelle au total ont été donnés aux FAd'H via l'ambassade de Taiwan. L'ambassadeur sortant Wen-Jiann Ku a réitéré que le Taïwan soutenait les forces armées haïtiennes depuis leur remobilisation. « ...Taïwan a été le premier et le seul fournisseur de l'armée », a-t-il déclaré dans une interview au Nouvelliste le 2 septembre 2024. Ku a également montré sa satisfaction à l’égard des autres partenaires internationaux qui manifestent leur volonté de soutenir, d’approvisionner et de travailler avec les Forces armées. « ...Après des discussions avec les autorités, Taiwan fournira d'autres équipements à l'armée et ils sont déjà en route pour être livrés à Haïti », a-t-il déclaré, confirmant que des équipements militaires supplémentaires sont déjà en route.

### Mexique
Dans le cadre de l'accord de coopération bilatérale entre le Mexique et Haïti, signé le 7 octobre 2018, 50 sous-officiers des Forces armées d'Haïti bénéficient d'une formation à l'Escuela Militar de Sargentos de l'armée mexicaine, à Puebla, au Mexique,,. Le 16 août 2019, la première classe de militaires s'est formée en Haïti, composée de 248 soldats, 50 sous-officiers et 15 officiers sortiront diplômés du centre de recrutement de la base militaire d'Anacaona, à Léogâne,. Cette classe a été formée par des instructeurs militaires mexicains.
En 2022, 29 sous-officiers seront formés au « Centro de Adiestramiento de Fuerzas Especiales » à Temamatla, pour devenir instructeurs de forage afin de faciliter la formation de nouveaux soldats sur le sol haïtien,. Une autre compagnie de 150 soldats se rendrait au Mexique pour recevoir une formation de l'armée mexicaine et de la garde nationale mexicaine, dans des matières telles que l'utilisation des drones, la guérilla, la formation des tireurs d'élite et la démolition. La compagnie, à leur retour en Haïti, deviendrait l'Unité de Garde Nationale,,,
30 soldats en 2022, et 100 en 2023, se sont rendus au Mexique pour suivre une formation aux opérations spéciales avec le Cuerpo de Fuerzas Especiales, devenant ainsi la première unité des forces spéciales des nouvelles FAd'H,.

### Argentine
L'Argentine offre des bourses aux cadets haïtiens pour qu'ils puissent fréquenter leurs académies militaires. À l'heure actuelle, seules l'Escuela Naval Militar et l'Escuela de Aviación Militar ont accueilli des cadets, tant au niveau des officiers que des sous-officiers. Le 16 mars 2023, l'Ambassadeur Vilbert Bélizaire et le Général de brigade Xavier Isaac ont signé un protocole de coopération entre les Forces armées argentine et les Force armée d'Haïti, formalisant un programme de formation et d'assistance technique.
Des discussions ont eu lieu pour établir un accord formel de coopération militaire entre les deux pays,,. Le 22 août 2024, la chargée d'affaires d'Haïti en Argentine, Mme Olga Ducasse, a rencontré le général de brigade Xavier Isaac, chef d'état-major interarmées des forces armées de la République argentine, pour discuter des avancées de la coopération militaire entre Haïti et l'Argentine.
Le ministre de la Défense Berthier Antoine a rencontré son homologue argentin, Luis Petri, lors de la XVIe Conférence des ministres de la Défense des Ameriques, le 16 octobre 2024, où des discussions ont eu lieu sur la coopération militaire et le partenariat de défense existants, ainsi que sur de nouvelles façons de les étendre. Il a fait savoir qu'un nombre croissant de militaires haïtiens bénéficieraient de formation des Forces argentines et académies militaires. Il a également déclaré au Nouvelliste que l'Argentine fournirait du matériel non létal à l'armée haïtienne et qu'elle était ouverte à des partenariats commerciaux afin de fournir du matériel létal.

### Brésil
Bien qu'il n'existe aucune documentation publique sur les achats, Haïti a acheté des armes légères au Brésil, principalement le fusil Taurus T4 et le pistolet Taurus TH9. Le dernier lot est arrivé le 4 septembre 2024, avec la ministre des Affaires étrangères Dominique Dupuy, après son voyage officiel au Brésil.

### France
En avril 2024, dans une interview accordée à la chaîne de télévision haïtienne Métropole, l'ambassadeur de France en Haïti, Fabrice Mauriès, a déclaré que la France était ouverte à une coopération militaire avec Haïti et que des discussions avaient eu lieu avec le gouvernement haïtien pour former des militaires dans leurs bases aux Antilles.
Le 18 septembre 2024, le ministre de la Défense Berthier Antoine, l'ambassadeur de France Antoine Michon et le lieutenant-colonel Pierre Laoufi annonceront qu'une cinquantaine de membres des FAd'H se rendront en Martinique pour poursuivre une formation avec les forces armées françaises aux Antilles,,.
Le premier contingent de 25 soldats s'est envolé pour Le Lamentin le 3 novembre 2024, où ils s'entraîneront avec le 33e régiment d'infanterie de marine (33e RiMA) pendant 2 semaines. La formation devrait couvrir le combat en zone urbaine, le combat en zone ouverte, le sauvetage au combat,découverte du FAMAS et maitrise de l’armement individuelet, tir, parcours d’obstacles, ainsi que d'autres techniques,,

### Émirats arabes unis[101]
Le vice-président émirati Mansour bin Zayed Al Nahyan a invité le Premier ministre Garry Conille à se rendre aux Émirats arabes unis, où lui et sa délégation, dont un officier des FAD'H, ont inspecté des matériels et équipements nécessaires aux forces armées. Il a également été présenté à des experts en sécurité et en défense, qui pourraient fournir des formations et approvisioner l'assistance technique en matière de surveillance et de renseignement. Le Premier ministre a déclaré qu'un accord de coopération était presque conclu, pour rationaliser l'achat de drones, de véhicules blindés, d'armes, de munitions et de pièces de rechange pour les forces de sécurité.

### Organisation des États américains(OEA)[103],[104],[105]
Une réunion entre le ministère haïtien de la Défense et 15 États membres de l'Organisation des États américains a été initiée par la mission permanente d'Haïti auprès de l'OEA pour demander le soutien de la communauté internationale afin d'améliorer la situation sécuritaire dans le pays. Après la réunion, le ministre de la Défense Berthier Antoine a annoncé un plan quinquennal de recrutement de 20 000 soldats. L'OEA entend soutenir ce plan par le biais de la coopération technique; une commission coordonnera et supervisera le processus de formation des officiers, des sous-officiers et des soldats,.

### Autres

#### Espagne
En 2021, des entretiens ont eu lieu entre le Dr Louis Marie Montfort Saintil, l'ambassadeur d'Haïti en Espagne, et le colonel Carlos Sanchez Bas de l'Armée de l'air et de l'espace espagnole dans le but d'explorer des pistes de coopération, plus précisément dans le domaine de la réorganisation et de la modernisation du Corps d'Aviation.

#### États-Unis
Après que l'armée haïtienne ait repoussé avec succès les attaques terroristes contre l'aéroport international Toussaint Louverture dans l'après-midi du 4 mars 2024 et ait contribué à le sécuriser, le Département d'État américain a déclaré que, bien qu'il n'ait pas changé sa politique générale à l'égard de l'armée haïtienne, il pourrait fournir une aide non létale aux forces armées d'Haïti. À deux reprises, le ministre de la Défense, Jean Marc Berthier Antoine, a rencontré l'attaché de défense de l'ambassade des États-Unis, la commandante Anne Grabins de la Garde côtière américaine et le major Tripp Callaway, officier de la zone étrangère/directeur adjoint de la coopération en matière de sécurité de l'armée américaine, tous deux faisant partie du commandement sud des États-Unis (SOUTHCOM). La première réunion aurait lieu le 3 juillet, en présence de l'ambassadeur Dennis Hankins. La deuxième réunion, le 13 août 2024, inclurait le lieutenant-général (alors brigadier-général) Derby Guerrier et le major Ted Tesnor. Les sujets de discussion comprenaient les pistes de partenariat de défense entre les deux pays et la formation des militaires haïtiens.
Le 15 octobre 2024, alors qu'il assistait à la XVIe Conférence des ministres de la Défense des Amériques (CDMA) à Mendoza, en Argentine, le ministre de la Défense a rencontré le secrétaire américain à la Marine Carlos Del Toro. Après la conférence, dans une interview au Nouvelliste, il a déclaré que les États-Unis avaient désormais décidé de soutenir les forces armées d'Haïti.

#### Canada
Le ministre de la Défense Berthier Antoine, rencontrera l'ambassadeur du Canada, André François Giroux, le 9 septembre 2024, pour discuter de coopération et de partenariat en matière de défense. Plus tard, au CDMA en Argentine, il a eu un échange avec le ministre canadien de la Défense Bill Blair sur le même sujet.

## Voir également
- Police nationale d'Haïti
- Histoire militaire d'Haïti
- Liste des commandants en chef des forces armées d'Haïti
- Tonton Macoute
- Gendarmerie d'Haïti
- Force de défense d'Haïti